# Amtsgericht Schlüchtern
Das Amtsgericht Schlüchtern (AG Schlüchtern) war ein Amtsgericht in Schlüchtern im Main-Kinzig-Kreis.

## Geschichte
Mit Verordnung vom 29. Juni 1821 wurden in Kurhessen Verwaltung und Justiz getrennt. Nun waren Justizämter für die erstinstanzliche Rechtsprechung zuständig, die Verwaltung wurde von Kreisen übernommen. In Schlüchtern wurde für die Verwaltung der Kreis Schlüchtern (Provinz Hanau) und für die Rechtsprechung erster Instanz das Justizamt Schlüchtern eingerichtet. Der Gerichtssprengel dieses Justizamtes entsprach dem Landkreis. Als Gericht zweiter Instanz fungierte das Obergericht für die Provinz Hanau mit Sitz in Hanau. Im Jahre 1866 wurde Kurhessen durch Preußen annektiert. Das Obergericht Hanau wurde in das Kreisgericht Hanau umgewandelt, das Justizamt Schlüchtern wurde zum königlich preußischen Amtsgericht Schlüchtern. Mit der Einführung der Reichsjustizgesetze entstanden 1879 reichsweit einheitlich Amtsgerichte. Das Amtsgericht Schwarzenfels behielt damit seinen Namen und erhielt die neuen Funktionen. Es war nun eines der 22 Amtsgerichte im Bezirk des Landgerichtes Hanau.
In der Weltwirtschaftskrise wurden 60 Amtsgerichte als Folge von Sparverordnungen aufgehoben. Mit der Verordnung über die Aufhebung von Amtsgerichten vom 30. Juli 1932 wurde das Amtsgericht Schwarzenfels zum 30. September 1932 aufgehoben und sein Sprengel dem Amtsgericht Schlüchtern zugeordnet.
Zum 31. Dezember 2011 wurde das Amtsgericht Schlüchtern gemäß Beschluss des hessischen Landtags vom 15. September 2011 aufgelöst. Hintergrund ist ein Beschluss im Rahmen des Projektes Konsolidierung und Kompensation (KuK) des Hessischen Justizministeriums vom Juni 2010.

## Gerichtssitz und -bezirk
Der Sitz des Gerichtes war in Schlüchtern in der Dreibrüderstraße 12. Das Gerichtsgebäude steht heute unter Denkmalschutz. Der Gerichtsbezirk des Amtsgerichts Schlüchtern umfasste die Städte und Gemeinden Schlüchtern, Sinntal, Bad Soden-Salmünster und Steinau an der Straße (jeweils inklusive aller Stadt- und Ortsteile). Alle liegen im Main-Kinzig-Kreis.

## Übergeordnete Gerichte
Dem AG Schlüchtern übergeordnet war das Landgericht Hanau. Im weiteren Instanzenzug war das Oberlandesgericht Frankfurt am Main sowie der Bundesgerichtshof übergeordnet.

## Richter
- Ferdinand Gößmann
- Hermann Zimmermann